# Сантьяго Каррільйо
Сантьяго Каррільйо Соларес (ісп. Santiago Carrillo Solares, 18 січня 1915, Хіхон — 18 вересня 2012, Мадрид) — іспанський політичний діяч, генеральний секретар Комуністичної партії Іспанії, теоретик правого крила єврокомунізму. Один з останніх живих ветеранів Громадянської війни в Іспанії. Зіграв одну з ключових ролей в переході Іспанії до демократичної форми правління після смерті іспанського диктатора генерала Франсиско Франко в 1975-му році.

## Життєпис
Народився в робітничій сім'ї. Його батько, Венцеслао Каррільйо, став відомим активістом Іспанської соціалістичної робітничої партії (ІСРП), а сам Сантьяго співпрацював у газеті El Socialista з 13-річного віку. У 1932 році став редактором газети Соціалістичної молоді. У 1933 році був обраний генеральним секретарем молодіжної організації ІСРП.
Учасник страйку шахтарів Астурії в 1934 році, входив до складу Національного революційного комітету. За цю діяльність він перебував в ув'язненні з жовтня 1934 по лютий 1936. Після звільнення в березні 1936 року відвідав Москву, а потім став одним з організаторів об'єднання молодіжних спілок соціалістів і комуністів в Об'єднану соціалістичну молодь (Juventudes Socialistas Unificadas).
Після початку громадянської війни (1936) вирішив вступити до Комуністичної партії Іспанії (КПІ). Під час битви за Мадрид 7 листопада 1936 року був обраний на посаду керівника комітету громадського порядку Ради оборони Мадрида. На цій посаді він несе персональну відповідальність за безсудні масові вбивства кількох тисяч «потенційних ворогів» — безпідставно арештованих та безвинних представників інтелігенції Іспанії: священиків, студентів, підприємців, журналістів, письменників, юристів, університетськіх викладачів.
У березні 1939 року Мадрид пав, чому сприяв здійснений полковником Касадо переворот проти уряду Негрін і переговори новоствореної Хунти національної оборони з франкістами. Сантьяго звернувся з відкритим листом до свого батька Венцеслао Каррільйо, котрий увійшов до складу хунти, в якому, засудивши переворот як контрреволюційний, зрадницький і антикомуністичний, оголосив про припинення будь-яких відносин з батьком.
Після падіння Іспанської республіки Каррільйо емігрував до Парижа, де намагався реорганізувати партію. У 1944 році він очолював відхід партизан-комуністів з Валь-д'Арана. Загалом у вимушеній еміграції він провів 38 років.
Змінив Долорес Ібаррурі на посаді генерального секретаря КПІ в 1960 році. Після введення радянських військ до Чехословаччини перевів партію до самостійної політики, багато в чому передбачивши еврокоммуністичний курс ще раніше Італійської комуністичної партії.
У 1981 після засудження Хуаном Карлосом I спроби державного перевороту, влаштованого військовими, що прагнули відновити франкістський режим, Каррільйо вигукнув перед телекамерами в захваті: «Боже, бережи короля!».
У 1985 році був виключений з КПІ, створив з групою прихильників Робітничу партію Іспанії — Комуністичне єдність, яка в 1991 році влилася в Іспанську соціалістичну робітничу партію на правах фракції «Ліва єдність». Втім, сам Каррільйо в Соцпартію не вступив.
20 жовтня 2005 Автономний університет Мадрида обрав Каррільйо своїм почесним доктором.
Помер 18 вересня 2012 в Мадриді на 98-му році життя.